# Canal espinal
El canal espinal, canal vertebral o cavidad espinal, es el canal que contiene la médula espinal dentro de la columna vertebral. El canal espinal está formado por las vértebras y las meninges por dentro de las que pasa la médula espinal. Es un proceso de la cavidad corporal dorsal.

## Estructura

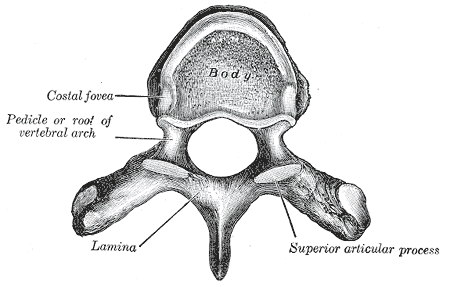
Una vértebra torácica vista desde arriba. El foramen vertebral en el centro forma parte del canal espinal.

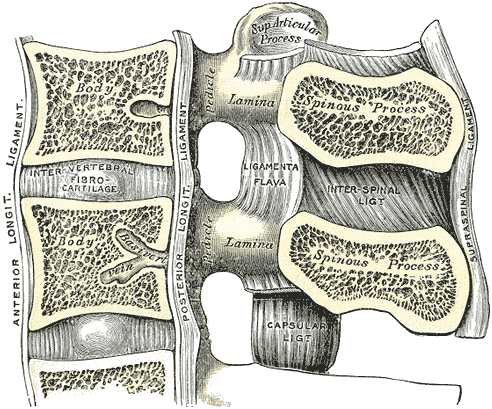
Vista lateral de un corte del canal (en el centro del dibujo), se observan vértebras y ligamentos.

Este canal está encerrado dentro del foramen de las vértebras, por tanto el espacio disponible está predefinido por un cilindro de hueso.

En los espacios intervertebrales, el canal está protegido por el ligamento amarillo en el sector posterior y por el ligamento longitudinal posterior en el sector anterior del canal.

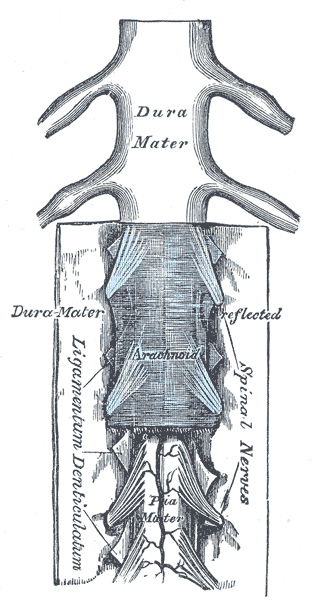
Meninges en el canal medular.

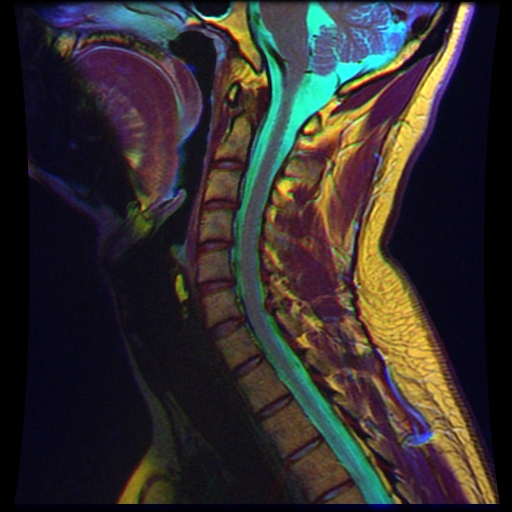
Canal medular en verde.

Más al centro del canal, por dentro del hueso y el periostio vertebral, se disponen las meninges. 
La capa más externa de las meninges, la duramadre, está estrechamente asociada a la subyacente aracnoides que, a su vez, está conectada laxamente a la capa más interna, la piamadre.

Las meninges dividen el canal espinal en un espacio epidural y en un espacio subaracnoideo. La piamadre está estrechamente unida a la médula espinal.

Un espacio subdural generalmente sólo está presente debido a traumatismos y/o situaciones patológicas.

El espacio subaracnoideo está lleno de líquido cefalorraquídeo y contiene los vasos que irrigan la médula espinal, a saber, la arteria espinal anterior y las arterias espinales posteriores emparejadas, acompañadas de las correspondientes venas espinales.

Las arterias espinales anteriores y posteriores forman anastomosis conocidas como la 'vasocorona arterial' de la médula espinal y éstas suministran nutrientes también al canal. El espacio epidural contiene tejido graso suelto, y una red de grandes vasos sanguíneos de paredes finas llamados plexos venosos vertebrales internos.
El canal espinal es más ancho en la región de las columna cervical para proporcionar espacio a la ampliación cervical de la médula espinal.

## Historia
El canal espinal fue descrito por primera vez por Jean Fernel.[cita requerida]

## Importancia clínica

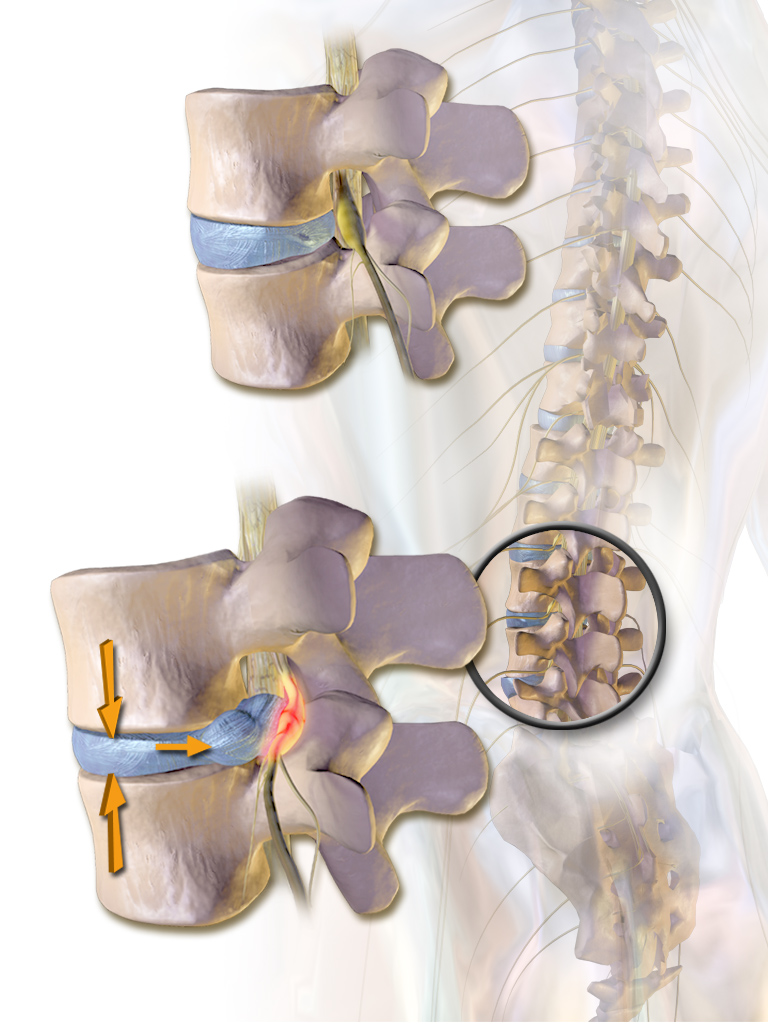
Estenosis debida a hernia de disco.

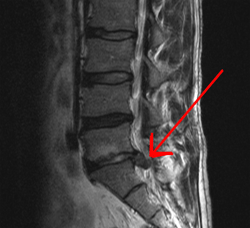
Estrechamiento del canal espinal por Hernia de disco. Imagen por resonancia magnética.

La estenosis espinal es un estrechamiento del canal que puede producirse en cualquier región de la columna vertebral y puede estar causado por diversos factores.
Puede estar causada por mielopatía cervical.

La endoscopia del canal espinal puede utilizarse para investigar el espacio epidural, y es una importante técnica de diagnóstico de la columna vertebral..